# ایچی‌درق (خداآفرین)
ایچی‌درق یکی از روستاهای استان آذربایجان شرقی است که در دهستان کیوان بخش مرکزی شهرستان خداآفرین واقع شده‌است.
اب و هوای این روستا ییلاقی میباشد 
درختان میوه بیشماری در این روستا موجود است
در تاریخ قدیم این روستا دوبرادر بودند که بسیار نترس بودند احمد و نعمت،خان روستای قیزیل یول را با گلوله زدند(در پی زیاده خواهی ) به طوری که خان از روی اسب به زمین افتاد ، اهالی روستا و تفنگچی های او به خونخواهی به ایچی درق حمله ور شدند و این دو برادر در بیرون روستا موضع گرفتند برای دفاع ،از فاصله بسیار زیاد سرگروه تفنگچی هارا با گلوله زدند ،باقی مهاجمین از ترس پا به فرار گذاشتند .